# Civry (Eure-et-Loir)
Civry ist eine Ortschaft und eine ehemalige französische Gemeinde mit 339 Einwohnern (Stand: 1. Januar 2019) im Département Eure-et-Loir in der Region Centre-Val de Loire. Sie gehörte zum Kanton Châteaudun im Arrondissement Châteaudun.
Civry wurde mit Wirkung vom 1. Januar 2017 mit den früheren Gemeinden Lutz-en-Dunois, Ozoir-le-Breuil und Saint-Cloud-en-Dunois zur Commune nouvelle Villemaury zusammengeschlossen und hat in der neuen Gemeinde den Status einer Commune déléguée. Der Verwaltungssitz befindet sich im Ort Saint-Cloud-en-Dunois.

## Lage
Civry liegt etwa 36 Kilometer nordwestlich von Orléans und etwa elf Kilometer ostnordöstlich von Châteaudun.

## Bevölkerungsentwicklung
| Jahr                      | 1962 | 1968 | 1975 | 1982 | 1990 | 1999 | 2006 | 2013 |
| ------------------------- | ---- | ---- | ---- | ---- | ---- | ---- | ---- | ---- |
| Einwohner                 | 455  | 406  | 346  | 291  | 245  | 282  | 330  | 361  |
| Quelle: Cassini und INSEE |      |      |      |      |      |      |      |      |

## Sehenswürdigkeiten
- Kirche Saint-Martin
- ehemaliger Bahnhof von Civry